# August Cieszkowski
August Cieszkowski herbu Dołęga (ur. 12 września 1814 w Suchej, zm. 12 marca 1894 w Poznaniu) – polski ziemianin, hrabia, ekonomista, działacz i myśliciel społeczny i polityczny, filozof mesjanistyczny, jeden z założycieli Ligi Narodowej Polskiej, współtwórca i prezes Poznańskiego Towarzystwa Przyjaciół Nauk, członek Towarzystwa Rolniczego w Królestwie Polskim w 1858 roku, członek honorowy Towarzystwa Muzeum Narodowego Polskiego w Rapperswilu od 1890 roku. 

## Życiorys
Był jedynym synem ziemianina, Pawła Wincentego Cieszkowskiego z Cieszkowa h. Dołęga oraz Zofii Kickej z Kitek h. Gozdawa, a wnukiem Floriana Cieszkowskiego (kawalera Orderu Św. Stanisława). Urodził się i mieszkał początkowo w rodzinnym majątku w Suchej koło Węgrowa na Mazowszu. Studiował na Uniwersytecie Jagiellońskim i w Berlinie. W 1838 obronił doktorat z filozofii w Heidelbergu. Po studiach odbył kilkuletnią podróż po Europie. Odwiedził Francję, Anglię i Włochy. W 1840 powrócił do kraju i gospodarował w Surhowie (powiat krasnostawski), by w 1842 przenieść się na stałe do Wierzenicy koło Poznania. 
Po wielu latach, w 1857 roku w Jeruzalu (koło Mińska Mazowieckiego), wziął ślub ze swoją kuzynką, Heleną z Cieszkowskich, z którą miał potem dwóch synów: Krzysztofa (1859–?) oraz Augusta Adolfa (1861–1932). Po śmierci spoczął w kościele św. Mikołaja w Wierzenicy, a jego majątek odziedziczył młodszy syn, August Adolf Cieszkowski.

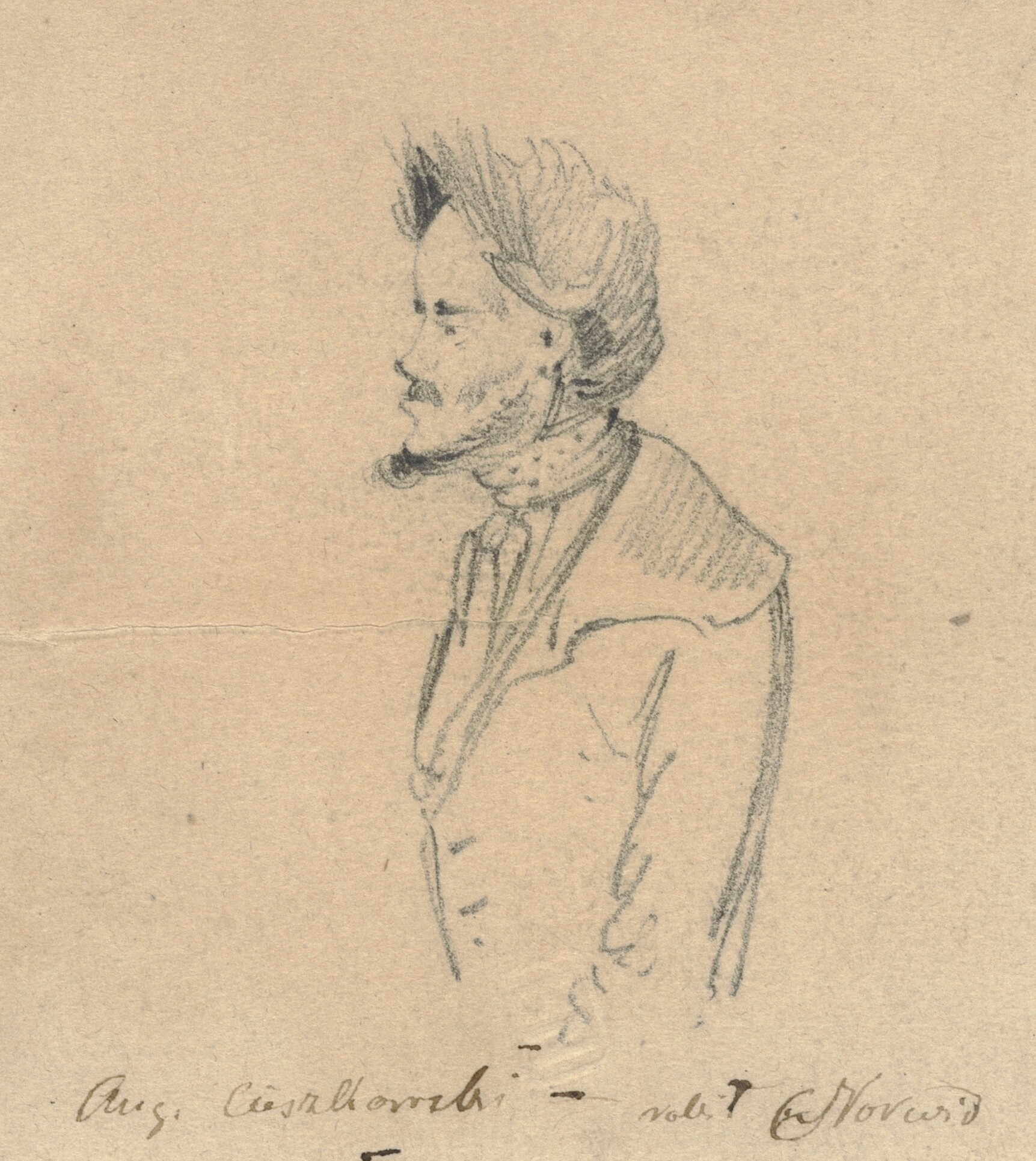
Rysunek ołówkiem Cypriana Kamila Norwida przedstawiający Augusta Cieszkowskiego między 1841 a 1883
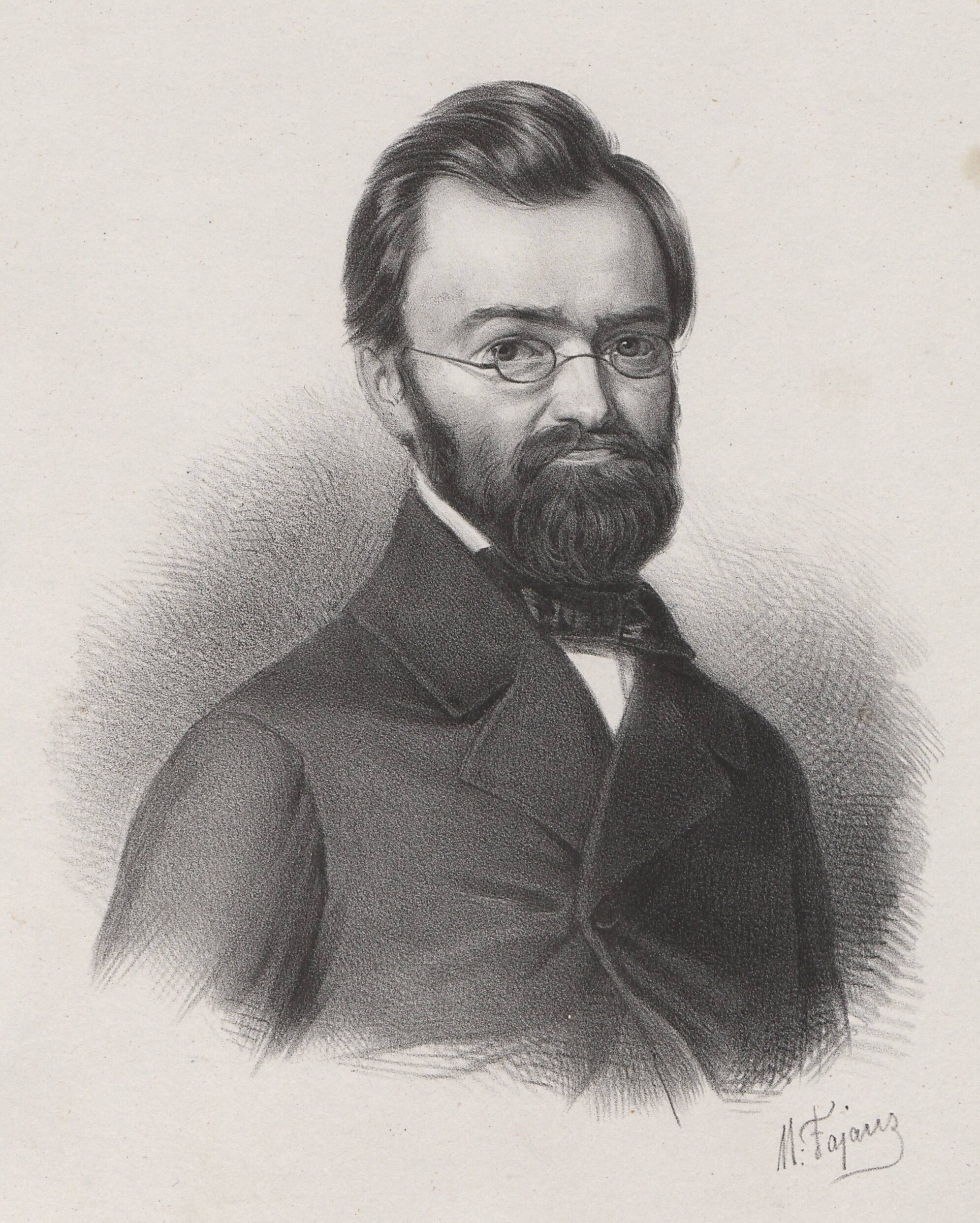
August Cieszkowski między 1851 a 1862, sportretowany przez Maksymiliana Fajansa
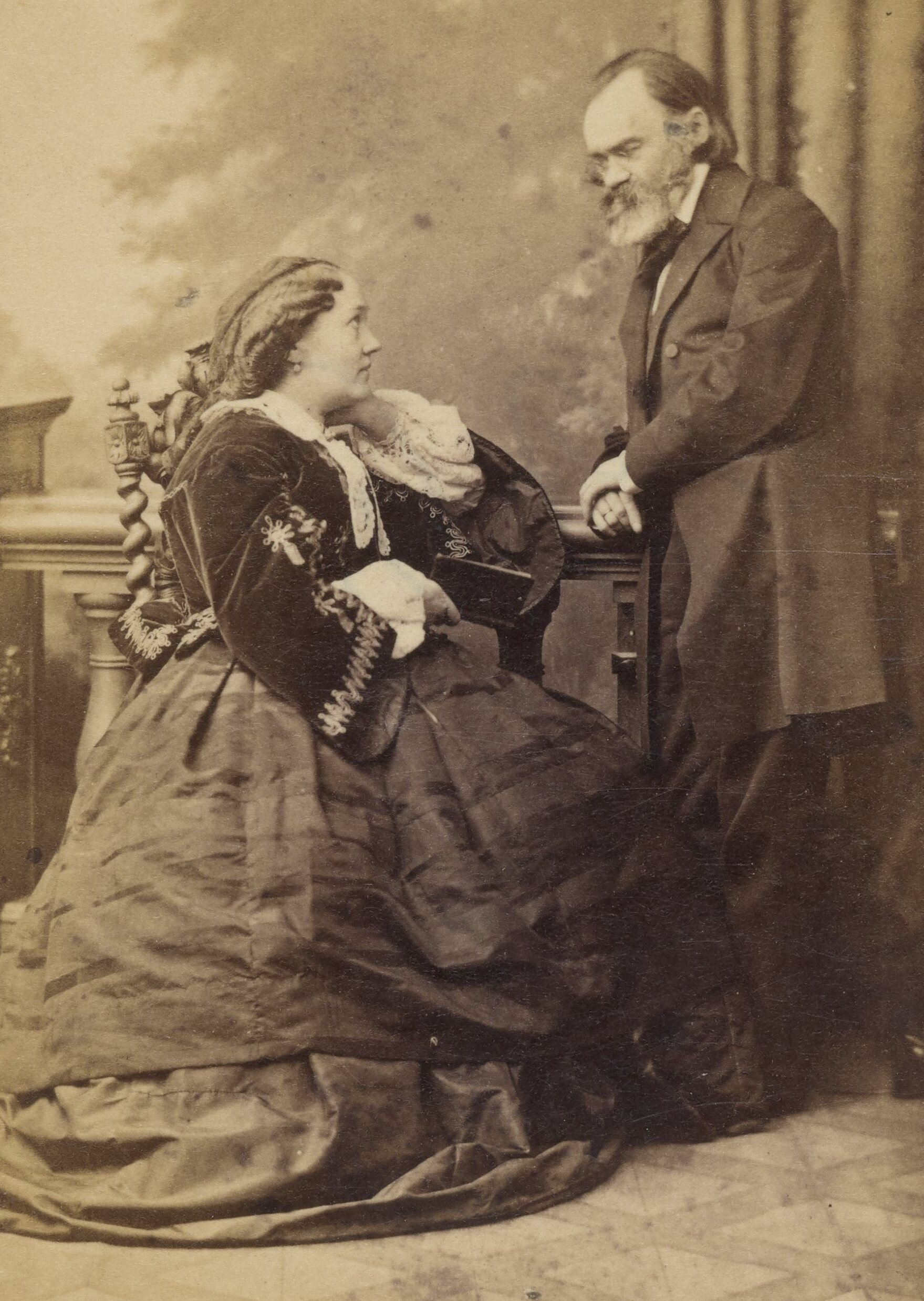
August Cieszkowski z żoną Heleną, ok. 1860
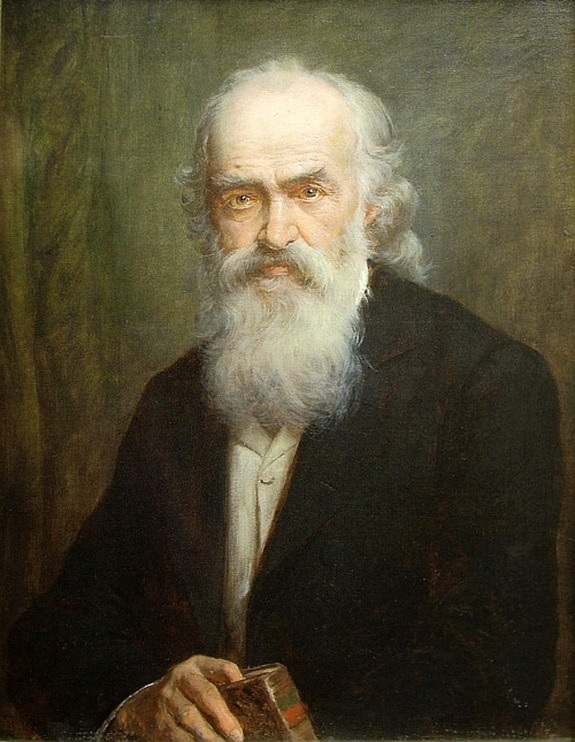
Obraz Kazimierza Pochwalskiego z 1905, przedstawiający Augusta Cieszkowskiego

## Działalność społeczna i polityczna

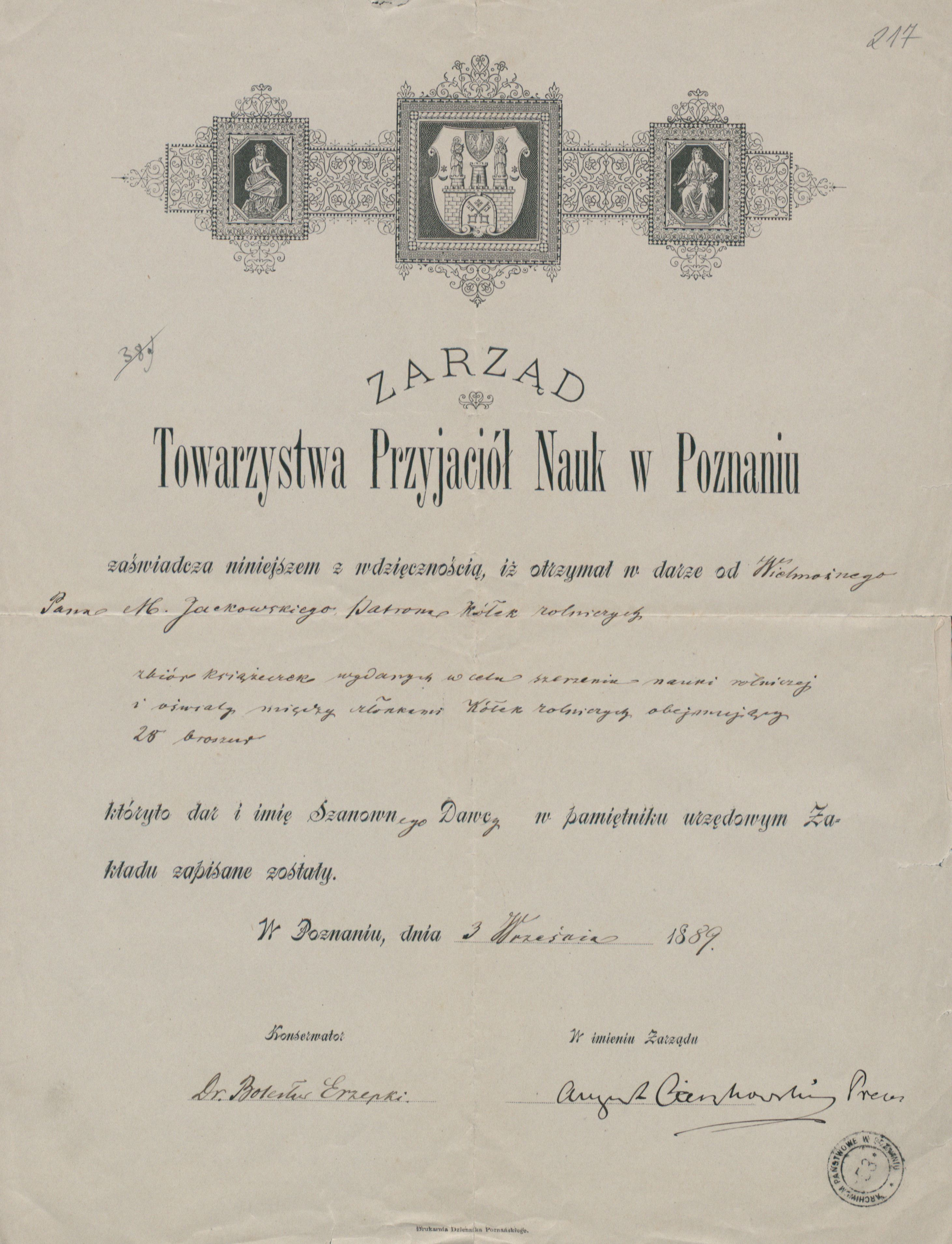
Pismo do Maksymiliana Jackowskiego od Towarzystwa Przyjaciół Nauk z podpisem prezesa Augusta Cieszkowskiego ze zbiorów Archiwum Państwowego w Poznaniu

W 1848 opublikował odezwę do parlamentów świata, w której nawoływał do powszechnego porozumienia. Współtworzył Ligę Narodową Polską (1848). Deputowany do Pruskiego Zgromadzenia Konstytucyjnego w 1848 roku. Był posłem do pruskiego zgromadzenia narodowego (1848–1855) i działaczem (1860–1866 przewodniczącym) Koła Polskiego przy sejmie pruskim. Wraz z innymi posłami wielkopolskimi na znak protestu przeciwko postanowieniom konstytucji pruskiej nie uwzględniającej praw społeczności polskiej złożył mandat 5 lutego 1850. Do Sejmu został powtórnie wybrany 16 marca 1850. Działał na rzecz powołania uniwersytetu w Poznaniu. Trzykrotnie został wybrany na prezesa Poznańskiego Towarzystwa Przyjaciół Nauk (1857–1858, 1861–1868, od 1885). W 1870 założył Wyższą Szkołę Rolniczą w Żabikowie, której nadał imię zmarłej w 1861 żony Haliny. Jej tradycje kontynuuje Uniwersytet Przyrodniczy w Poznaniu (dawniej Akademia Rolnicza im. Augusta Cieszkowskiego). W 1873 został wpisany w poczet członków krakowskiej Akademii Umiejętności. Zgromadził bogaty księgozbiór (kilka tysięcy tomów), obejmujący prace z filozofii, nauk społecznych i przyrodniczych, matematyki, ekonomii rolnictwa i techniki. Zbiory te uległy rozproszeniu w czasie wojen światowych.

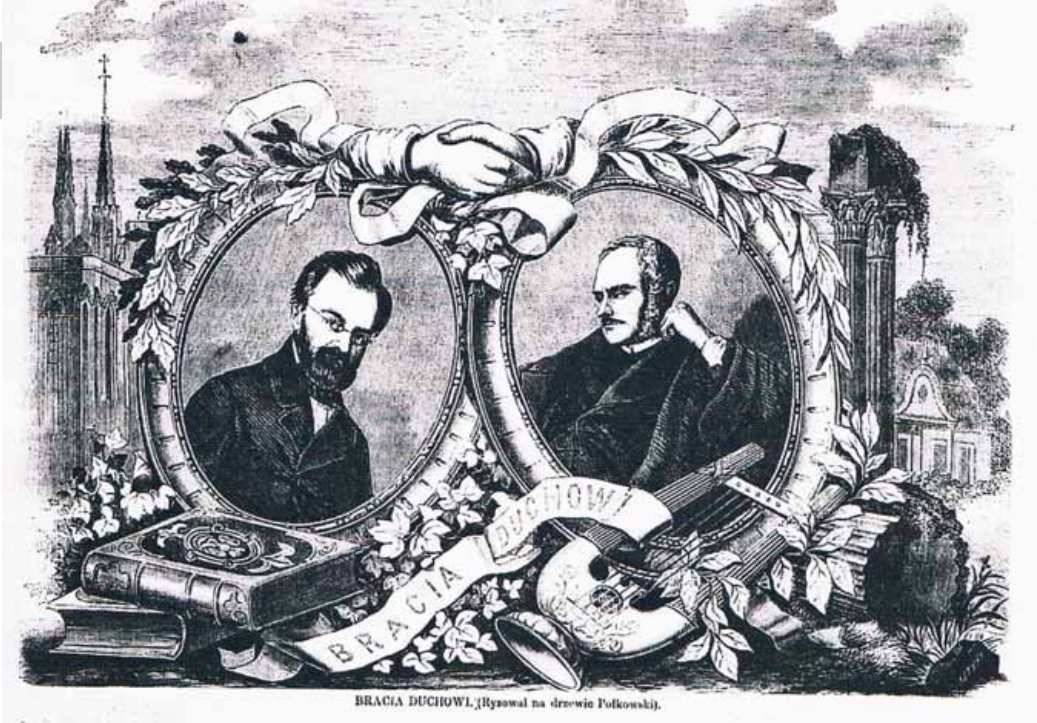
August Cieszkowski i Zygmunt Krasiński na drzeworycie (autorstwa Józefa T. Polkowskiego, z 1862 roku), który był ilustracją do artykułu Jadwigi Łuszczewskiej o ich przyjaźni

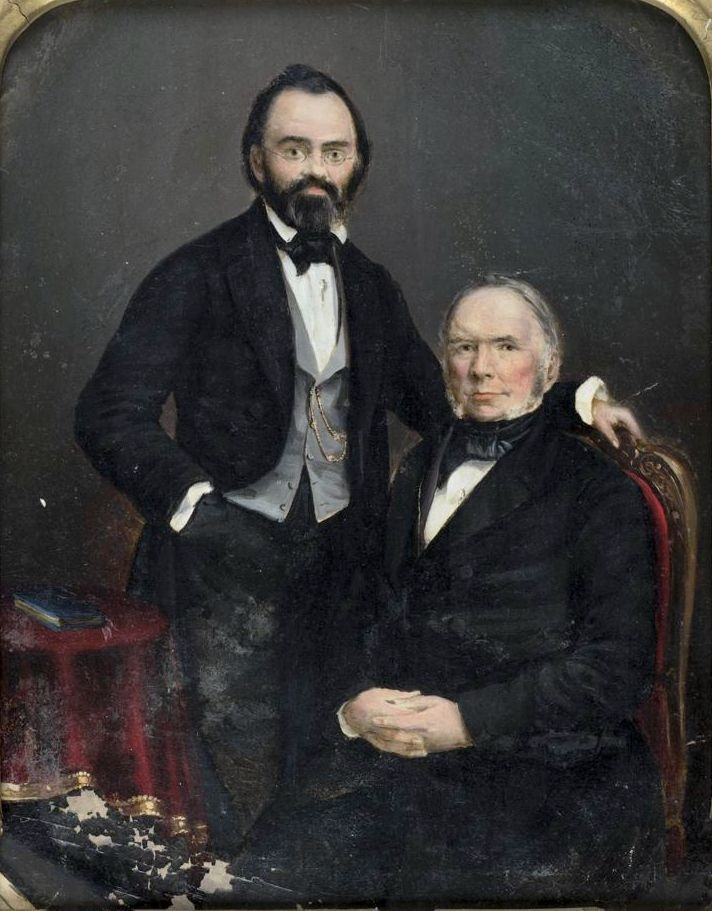
Portret dwóch filozofów: Bronisława Trentowskiego z Augustem Cieszkowskim ok. 1860

## Filozofia

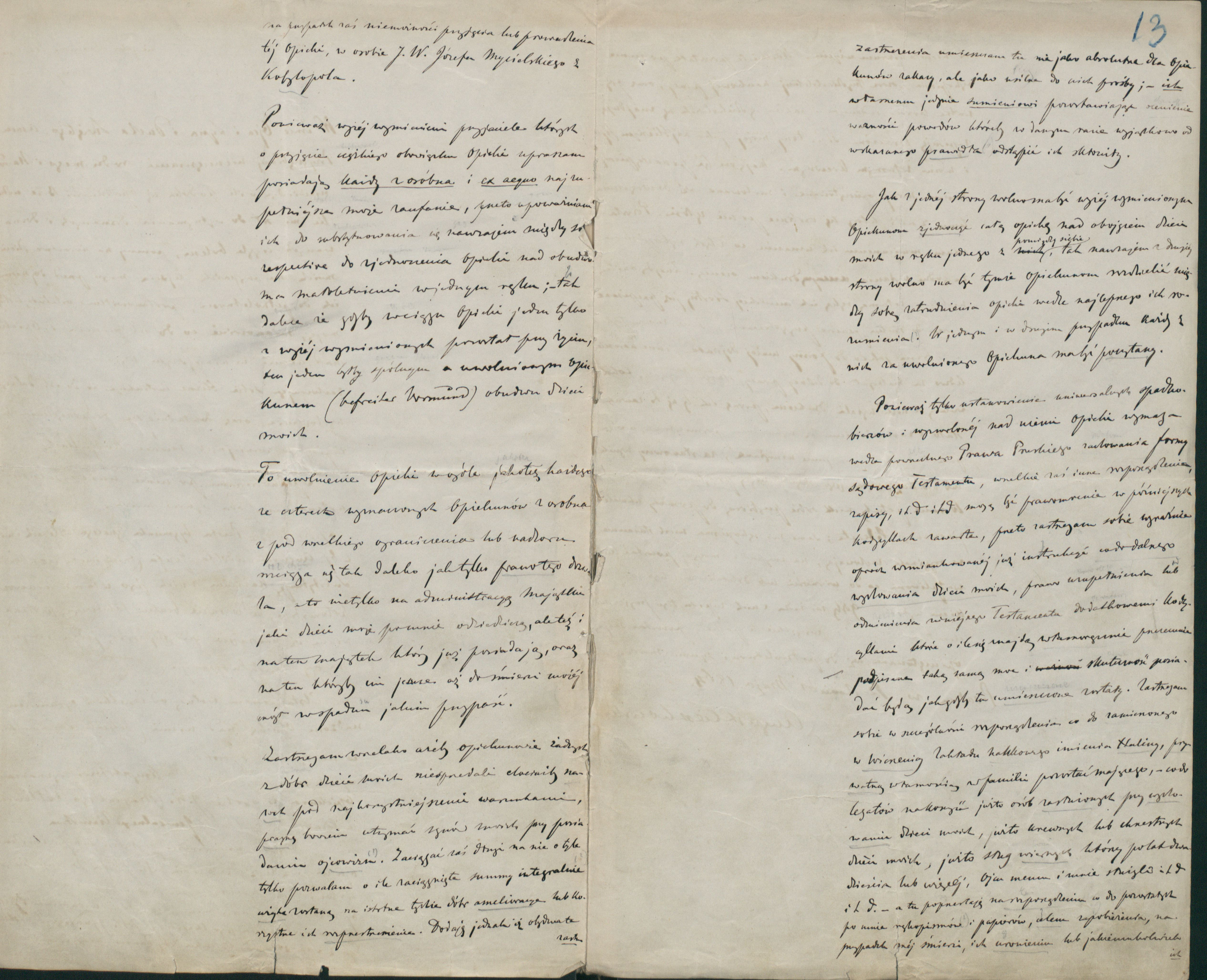
Testament Augusta Cieszkowskiego z 1864 r. (miejsce przechowywania: Archiwum Państwowe w Poznaniu)

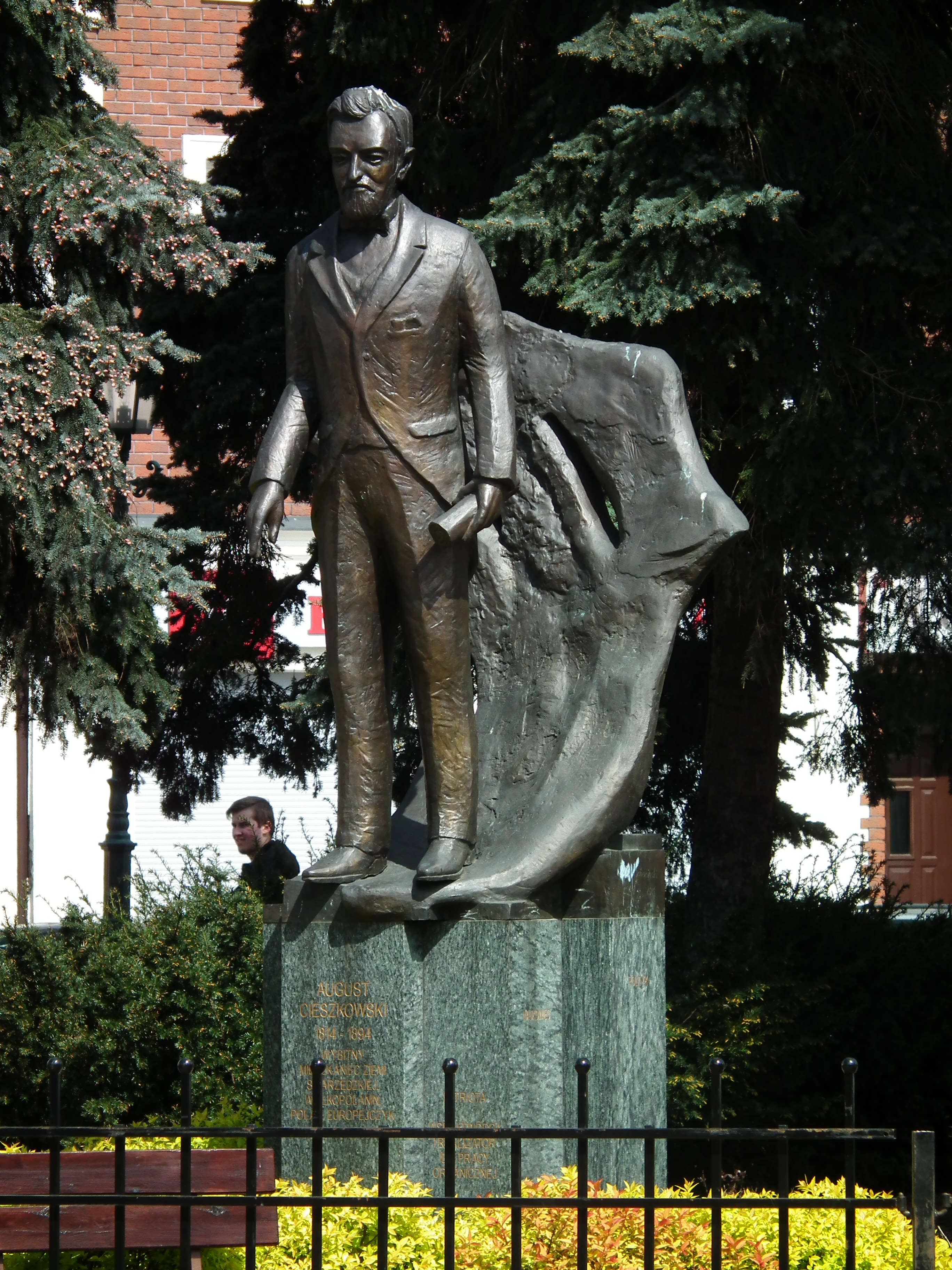
Pomnik na Rynku w Swarzędzu

Jako filozof krytykował idealizm dialektyczny Hegla, natomiast zasadą bytu i historii uczynił ideę czynu. Podczas pobytu w Paryżu w latach 40. XIX wieku wywarł wpływ na Pierre’a Proudhona, który przyznawał, że jest jego dłużnikiem, jak i pośrednio na myśl młodoheglistów jednak nie na samego Karla Marksa który prawdopodobnie nie czytał jego dzieł.
Według mesjanistycznej koncepcji Cieszkowskiego naród polski został powołany do przebudowy społeczno-moralnej rzeczywistości współczesnej (tzw. filozofia narodowa). Cieszkowski podkreślał rolę Kościoła katolickiego, zapowiadał nadejście epoki Ducha Świętego i pisał o znaczącej roli Słowiańszczyzny. Najważniejsze tezy zawarł w dziełach: Prolegomena zur Historiosophie (1838), Gott und Palingenesie (1842), Ojcze nasz (1848-1906, cztery tomy). 
Jego filozofia miała duży wpływ na twórczość pisarską Zygmunta Krasińskiego (jego bliskiego przyjaciela) oraz Cypriana Kamila Norwida. Do pokrewnych mu myślicieli są zaliczani Bronisław Ferdynand Trentowski i Józef Kremer.
Jego dzieła (np. Ojcze nasz) były także dogłębnie analizowane przez historyków literatury, zafascynowanych jego filozofią, takich jak Ignacy Chrzanowski.

## Publikacje
- De la pairie et de l'aristocratie moderne, Paris : Société Française d'Imprimerie et de Libraire, 1908 ([Paris] : Société Française d'Imprimerie et de Libraire, Poitiers).
- Du crédit et de la circulation, Paris : Treuttel et Wutz, 1839 (Paris : Impr. de Cosson).
  - O kredycie i obiegu, Poznań : [s.n.], 1911 ([Poznań] : "Praca" J. Katolicka).
- Fontes rerum Polonicarum e tabulario Reipublicae Venetae exhausit, Posnaniae : [s.n.], 1890 ([Posnaniae] : Typ. Off. Dziennik Poznański).
- Prolegomena zur Historiosophie, Berlin : bei Veit, 1838 ([Berlin] : Gebr. Unger).
  - Prolegomena do historiozofii ; Bóg i paligeneza oraz Mniejsze pisma filozoficzne z lat 1838-1842, Warszawa : Państwowe Wydawnictwo Naukowe, 1972.
- Gott und Palingenesie, Berlin : E. H. Schröder, 1842 (Berlin : A. W. Schade).
  - Bóg i palingenezya, Poznań : J. Leitgeber, 1912 (Poznań : Druk. Nakładowa "Praca").
- Ojcze-nasz, t. 1. Paryż : w Druk. i Litogr. Maulde i Renou, 1848; kolejne tomy publikowane do 1906 r.
  - Notre Père, Paris : Société Française d'Impr. et de líbr., 4 tomy, 1906–1929, ([Paris] : Société Française d'Impr. et de Libr. Poitiers).
  - The desire of all nations, London : Student Chistian Movement, 1919 (Kingsway : The Botolph Print. Works).
- Antrag zu Gunsten der Klein-Kinder Bewahranstalten als Gundlage der Volks-Erziehung, Berlin : W. Moeser, 1855.
- O drogach ducha, Poznań : [s.n.], 1869 (Poznań : N. Kamieński).
- O izbie wyższej i arystokracyi w naszych czasach, Poznań : [s.n.], 1908 (Poznań : Duk. Dziennika Poznańskiego).
- O ochronach wiejskich, Lwów [etc] : J. Milikowski, 1842 ([s.l. :fs.n.]).
- O romansie nowoczesnym, Warszawa : [s.n.] 1846 (Warszawa : S. Strąbski).
- Słowa wieszcze Polaka wyrzeczone roku 1846 : pamiątka 1 Zjazdu Słowiańskiego w Pradze Czeskiej, Praga : Druk. synów B. Haase, 1848.
- Starania o polski uniwersytet w Poznaniu : Augusta hr. Cieszkowskiego wnioski składane w sejmie prus, Poznań : Poznańskie Towarzystwo Przyjaciół Nauk : Uniwersytet im. Adama Mickiewicza, 2009.
- Uwagi nad obecnym stanem finansów angielskich, Warszawa : [s.n.], 1842.
- Selected writings of August Cieszkowski, Cambridge ; New York : Cambridge University Press, 2009.

## Upamiętnienie
W dwusetną rocznicę urodzin filozofa w 2014 Sejm RP przyjął okolicznościową uchwałę, zaś na rynku w Swarzędzu (siedziby gminy do której należy Wierzenica) stanął jego pomnik, ufundowany przez prywatnego sponsora.
Fundacja Augusta hr. Cieszkowskiego ufundowana przez polskich filozofów – prof. Juliusza Domańskiego i prof. Stanisława Borzyma przyznaje stypendia jego imienia.